# Miroslav Jiroušek
Miroslav Václav Jirousek (25. října 1903 Jindřichův Hradec – 6. dubna 1983 Olomouc) byl český matematik a hudební skladatel.

## Život
Absolvoval gymnázium v Jindřichově Hradci a vystudoval matematiku a fyziku na Přírodovědecké fakultě Karlovy univerzity v Praze. Souběžně studoval na Pražské konzervatoři skladbu u Jaroslava Křičky a Rudolfa Karla. Zkoušku učitelské způsobilosti z matematiky a fyziky vykonal v roce 1928 a stal se středoškolským profesorem. Začínal na reformním gymnáziu v Jihlavě, kde byl sbormistrem pěveckého sboru Foerster a učil hudební výchově na místním učitelském ústavu. Od roku 1939 působil na Slovanském gymnáziu v Olomouci. V roce 1951 získal doktorát z pedagogiky a přírodních věd na Univerzitě Palackého v Olomouci, na níž se také v roce 1954 stal odborným asistentem na katedře matematiky.
V matematice se specializoval na obecnou algebru, algebru polynomů a numerickou matematiku. Je autorem sbírky řešených úloh z algebry a učebnice numerické matematiky. Třebaže se hudbě věnoval jako koníčku, patřil k významným osobnostem moravské kultury. Jeho sborové a instrumentální skladby byly provedeny mnohokrát Moravskou filharmonií. Skládal komorní hudbu a komponoval písně a sbory na slova českých básníků. Je znám i jako sběratel lidových písní, které publikoval ve sbírce Písně z Hané (1954).

## Dílo

### Písně
- Dvě písně (slova Antonín Klášterský, 1926)
- Pět písní op. 3 (1932)
- O zvířátkách op. 5 (1933)
- Čtyři písně (slova František Halas, 1946)
- Než spadne rosa (15 hanáckých lidových písní)

### Sbory
- České národní písně a tance op.10 (1936)
- Sedm lidových písní op. 13 (1937)
- Deset lidových písní op. 14 (1938)
- Šest lidových písní op. 18 (1940)
- Deset lidových písní op. 20 (smíšený sbor, 1940)
- Koledy (1940)
- Hanácké lidové písně op. 21 (1942)

### Jiné skladby
- Rondo pro dechové kvinteto (1955)

### Odborné publikace
- Numerické metody I., Praha, Státní pedagogické nakladatelství, 1966, 209 s.
- Sbírka příkladů z algebry, Praha, Státní pedagogické nakladatelství, 1967, 166 s.